# Трайланга
Трайланга Свами (Trailinga Swami) — один из самых известных мифических «сверхлюдей» (сиддхов). По легенде, умер в декабре 1887 года и якобы прожил 300 лет.
По легендам жил в Каши (Варанаси) в период с 1737 по 1887 годы (согласно преданиям он решил продлить свою жизнь ради учеников). В настоящее время Трайланга широко известен и почитается местным населением Бенгалии (хотя сам не относился к бенгальским йогам), а его портреты продаются на рынке Калькутты. В Каши Трайлангу часто посещали бенгальские йоги, такие как Рамкша, Биджайкрсна, Госва́ми и Сямакаран Лахиди.
Существует легенда, что британские власти безуспешно пытались посадить Трайлангу в тюрьму. Согласно легенде, после каждого заточения Трайланга снова появлялся за пределами тюрьмы и в конечном итоге власти перестали обращать на него внимание.
Также существует легенда, что Трайланга мог съедать большое количество ядовитых веществ без вреда для своего здоровья. Мукхарджи П. Б. рассматривает эту легенду как один из примеров развития в колониальной Индии псевдо-химических знаний, которые были широко распространены среди местных жителей и противостояли официальной науки британской администрации.